# Njalla Quan Sport Academy
Njalla Quan Sport Academy est un club camerounais de football, fondé le 15 septembre 2000 et basé dans la ville de Limbé (Sud-Ouest Cameroun).

## Histoire
Le club est fondé par Henry Njalla Quan. À sa mort, le 13 décembre 2012, c'est son fils Henry Njalla Quan 2 qui reprend la présidence du club.
Le club évolue pendant quatre saisons consécutives en première division, de 2012 à 2015. Il se classe sixième du championnat en 2013, ce qui constitue sa meilleure performance.